# 柞蚕丝

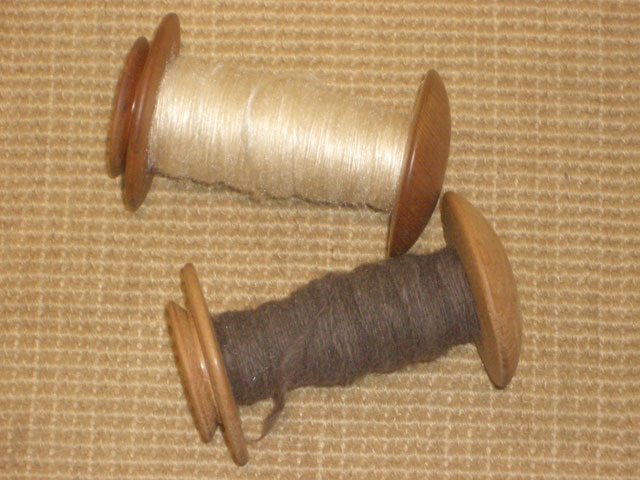
带金色者为柞蚕丝

柞蚕丝是一种主要由柞蚕属（Antheraea，或称目天蠶蛾屬）的蛾的幼虫所生产出的一种蚕丝，主要为柞蚕、印度柞蚕（Antheraea mylitta）及日本柞蚕（Antheraea yamamai）所产的丝。在东亚，柞蚕的食物主要为栎属或栗属植物的树叶，而在南亚，它们主要食物为榄仁树属、娑罗树或阎浮树的树叶。

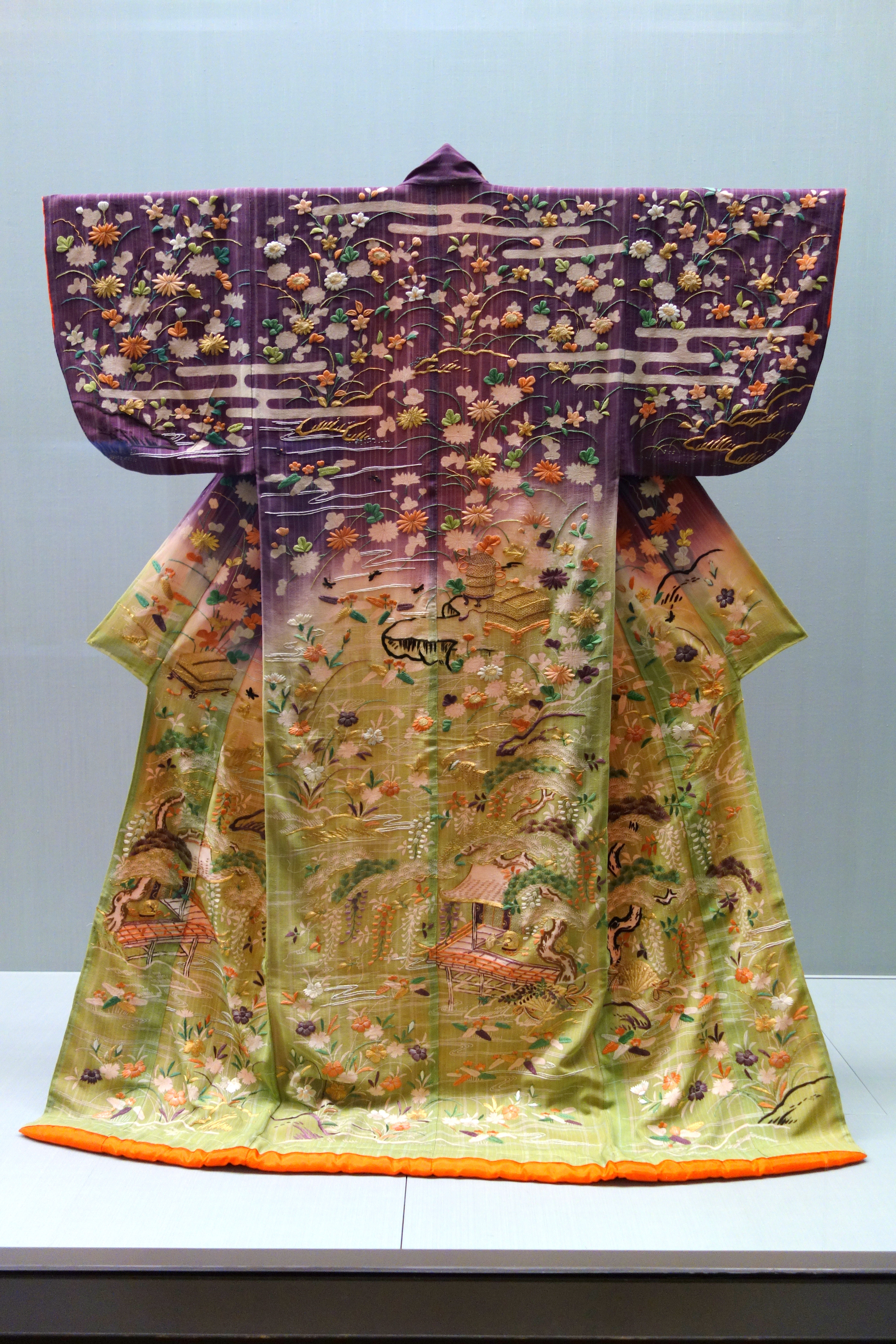
柞蚕丝织成的小袖，藏东京国立博物馆

柞蚕丝以其颜色自然带金色而被作为一种贵重的织物材料，主要生产于中国、印度、日本及斯里兰卡。其中中国的柞蚕丝产量最高，印度其次。

在中国，生产柞蚕丝的主要区域为辽宁及山东，辽宁的柞蚕业主要以第一次世界大战为契机而兴起。中国2015年柞蚕丝的出口数量为418吨。印度的主要生产地则为西孟加拉邦。在日本，长野县穂高町（现属安昙野市）的有明地方为最主要的生产地。
柞蚕丝的丝胶蛋白含量较家蚕丝要少。